# 900 (số)
900 (chín trăm) là một số tự nhiên ngay sau 899 và ngay trước 901.